# Henry Labonne
Henry Labonne, né le 28 décembre 1853 à Montgivray (Indre) et mort le 19 octobre 1944 à Pouligny-Notre-Dame (Indre), est un médecin, naturaliste, explorateur et écrivain français, connu principalement pour les expéditions qu'il a menées en Islande et aux îles Féroé dans les années 1880. 

## Biographie

### Origines familiales et formation
En 1884, il obtient un doctorat en médecine à l'université de Paris.

### Expédition en Islande (1886)
Après un voyage en Scandinavie en 1880, le ministère de l'Instruction publique lui confie en 1885 une mission en Islande. 
Il part de Leith en juillet 1886 sur le Camoens et atteint Reykjavik cinq jours plus tard. 
Sa première expédition le mène vers l'Hekla et la région des geysers. 
Le 14 juillet 1886, il atteint le sommet de l'Hekla, puis gagne les geysers par Hruni et en suivant la rivière Hvita. Il visite ensuite la plaine de Þingvellir puis revient à Reykjavik où il se repose quelques jours. 
Il prend ensuite la direction du nord de l'île, traverse le plateau central, contourne l'Eiríksjökull, passe aux sources chaudes de Reykir et atteint Akureyri, la plus grande des villes du nord avec quatre cents habitants. Dans la presqu'île du nord-ouest, il découvre d'étranges ruines couvertes d'inscriptions runiques. 

### Expédition en Islande et aux Féroé (1887)
Au printemps 1887, il mène une nouvelle expédition en Islande et aux Féroé sur l'aviso Indre. Il fait escale à Reykjavik, puis longe la côte sud, visite les îles Vestmann (Vestmannaeyjar), passe le cap Stokksnes et atteint les grands fjords de la côte est (Reydafjord, Seydisfjord). 
Il embarque ensuite sur le Miaca qui l'amène aux îles Féroé (juin 1887). Il s'arrête à Klaksvig puis visite Tórshavn et l'île de Streymoy qui n'a guère évolué depuis le passage de Xavier Marmier quarante ans plus tôt. 
Il explore encore les îles Nólsoy et Sandoy, riches du point de vue ornithologique, puis Suðuroy. 
Il ramène en France de riches collections botaniques, zoologiques et minéralogiques.

### Mariage et descendance
Il épouse Henriette Jussiaume (née en 1855 à Châteauroux et morte en 1927), fille d'un orfèvre, qui a aujourd'hui une certaine notoriété comme artiste peintre aquarelliste et dont le nom d'épouse (Henriette Labonne) a été donné à une rue de Châteauroux en 1989.
Ils ont deux fils :
- Roger Henri (1881-1966), officier, Saint-Cyrien, colonel en 1933, colonel de la LVF pendant la Seconde Guerre mondiale, condamné en 1946 ;
- Eirik (1888-1971), diplomate, ambassadeur de France notamment en Espagne (octobre 1937-novembre 1938) et en URSS (12 juin 1940-avril 1941).

### Mort et funérailles
Mort à Pouligny-Notre-Dame, il est inhumé à Saint-Août.

## Œuvres
Membre de la Société de géographie de Paris, on lui doit de nombreux articles et études sur l'histoire, le folklore, les mœurs et les problèmes économiques et sociaux des peuples du Nord, souvent publiés dans La Nature et, entre autres, dans la Gazette médicale de Paris. Il a aussi écrit des ouvrages de vulgarisation médicale et des essais littéraires.

### Médecine
- Comment on se défend contre les maladies du cœur, Paris, Durvill, coll. « Comment on se défend », 1901[5] (il est l'auteur de plusieurs ouvrages de cette collection ou de la collection « Comment on défend... »)

### Explorations
- En Scandinavie, 1884
- En Islande, 1887
- « Un mois dans l'archipel des Faeroer », Le Tour du monde, 1887, volume 2 (juillet-décembre), p. 385-416, en ligne
- L'Islande et l'archipel des Faeroer, Paris, Hachette, 1888, 399 p., en ligne